# قدرت و جلال
قدرت و جلال (به انگلیسی: The Power and the Glory) رمانی اثر گراهام گرین نویسنده انگلیسی است. این رمان در سال ۱۹۴۰ منتشر شده‌است.
گراهام گرین این کتاب را پس از سفر به مکزیک در سال ۱۹۳۸ نوشت و در آن به وضعیت اسف بار مردم این کشور در زمان اجرای قوانین ضدمذهبی دولت این کشور پرداخت. این اثر که هم در موضوع و هم در محتوا به دفاع از ایمان مسیحی می‌پردازد در زمره شاهکارهای ادبیات مذهبی غرب قرار می‌گیرد، هر چند که تشبیه کشیش میخواره و متزلزل داستان به مسیح موجب تقبیح این اثر از سوی کلیسای کاتولیک شد.
گراهام گرین قدرت و جلال را در کنار کنسول افتخاری دو کتاب محبوب خود معرفی کرده و در یکی از مصاحبه‌هایش اقرار می‌کند که در میان قهرمانان داستان‌هایش به کشیش الکلی قدرت و جلال شباهت بیشتری دارد.
این کتاب با نام راه‌های پیچ در پیچ (به انگلیسی: The Labyrinthine Ways) نیز شناخته می‌شود. در ایران این کتاب با عنوان مسیحای دیگر یهودای دیگر توسط هرمز عبداللهی ترجمه و توسط انتشارات طرح نو چاپ شده‌است. مقاله ای از بهاءالدین خرمشاهی دربارهٔ این کتاب و نویسنده اش در پایان ترجمه فارسی ضمیمه شده‌است.

## خلاصه داستان
جان کلام داستان قدرت و جلال عبارت است از سرگذشت کشیشی در مکزیک که هم به خاطر کشیش بودنش تحت تعقیب است و هم به جهت اعتیادش به الکل، زیرا حکومت انقلابی با مصرف و قاچاق مشروبات الکلی به شدت مبارزه می‌کند. کشیش، کشیش کلیسا پسندی هم نیست. زیرا درگذشته پنهانی با زنی روستایی رابطه داشته و یک دختر کوچک نیز ثمره این گناه بزرگ اوست.
هنگامه ترس و تعقیب نمی‌گذارد او حتی دستی پدرانه بر سر این فرزند بکشد. ایمان کشیش شکسته-بسته‌است. اما هرگز از بین نمی‌رود و چه بسیار مراسم مذهبی که برای توده‌های مردم برگزار می‌کند.
نمایش ایمان شگفت انگیز نفوذ یافته در اعماق روح مردم که آن را به آرمان‌های خشک انقلابی ترجیح می‌دهند از نکات چشمگیر این کتاب است.

## جملات برگزیده
- مرگ در راه خوبی یا زیبایی، به خاطر وطن یا بچه‌ها یا یک تمدن، کار بسیار آسانی است. اما برای مردن در راه دودلی و فساد به وجود یک خدا نیاز است. (ص ۱۳۴)
- وقتی انسان بتواند چهره زن یا مردی را به‌دقت در نظر مجسم کند، همیشه می‌تواند به او احساس ترحم نیز داشته باشد. این صفتی است که با تصویر خدا قرین و همراه است. وقتی انسان خطهای گوشه چشمها و شکل دهان کسی را ببیند و ببیند که موهایش چگونه رشد می‌کنند، دیگر محال است بتواند به او نفرت داشته باشد. نفرت تنها از کمبود و درماندگی نیروی تخیل سرچشمه می‌گیرد. (ص ۱۸۳)
- امید غریزه‌ای است که تنها ذهن استدلالی و معقول بشر می‌تواند آن را از بین ببرد. (ص ۱۹۷)
- غریزه مانند حس وظیفه‌است – آدم آن را به راحتی با وفاداری اشتباه می‌کند. (ص ۱۹۸)